# Syrphus pallipes
Syrphus pallipes är en tvåvingeart som beskrevs av Jacques-Marie-Frangile Bigot 1884. Syrphus pallipes ingår i släktet solblomflugor, och familjen blomflugor. Inga underarter finns listade i Catalogue of Life.